# Pseudothoracaphis himachali
Pseudothoracaphis himachali är en insektsart. Pseudothoracaphis himachali ingår i släktet Pseudothoracaphis och familjen långrörsbladlöss. Inga underarter finns listade i Catalogue of Life.